# CV-700
La CV-700 es una carretera autonómica de la Comunidad Valenciana que comunica Bocairente con Pego y Vergel en la provincia de Alicante, España.

## Nomenclatura

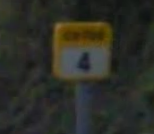
Indicador del kilómetro 4

La carretera CV-700 pertenece a la Red autonómica de carreteras de la Comunidad Valenciana, comunica Bocairente con Pego y Vergel en la provincia de Alicante.

## Historia
Anteriormente la CV-700 tenía la denominación de A-202 para el tramo entre Bocairente y Muro, y de C-3311 para el tramo entre Denia y Muro de Alcoy, continuando ésta hasta Alcoy en trazado simultáneo con la N-340, el recorrido de ésta era más o menos el mismo que el de la actual CV-700, sin embargo la antigua carretera comarcal discurría en tramos de otras carreteras, como la  citada N-340 y la N-332 hasta Denia. Se trata de una importante carretera comarcal de gran valor cultural y medioambiental, gestionada por la Generalidad  Valenciana que une el interior y la costa de las provincias de Alicante.

## Trazado Actual
La CV-700 inicia su recorrido en el enlace con la CV-81en Bocairente, pasa por Agres y Alfafara. Continúa su recorrido hacia el este llegando hasta Planes. Pasa por varios pueblecitos pequeños de la provincia hasta llegar a Pego, capital de la sub-comarca de los Valles de Pego, en donde discurre por la población por la nueva carretera de circunvalación en la que también se enlaza con la CV-715, que comunica la localidad con Oliva y La Nucia así también para comunicar con muchas otras localidades de la comarca. 
Al salir del pueblo llega hasta Vergel, en donde alcanza la carretera nacional N-332a, antigua carretera Alicante-Valencia, desviada ahora por el exterior de la población, concluyendo así su recorrido  En dicho último tramo cuenta además con carril bici.

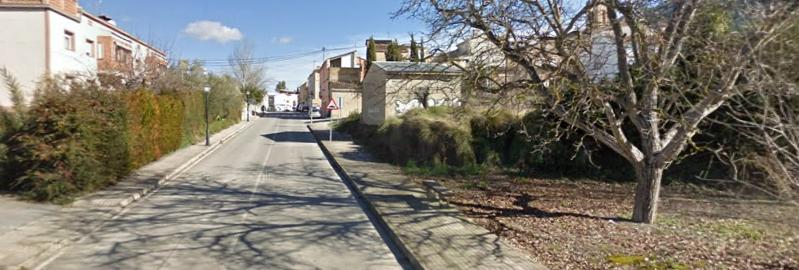
La CV-700 a su paso por Alfafara (Alicante), a la entrada de esta población (Avda. Generalidad Valenciana)

## Interés turístico
La CV-700 tiene la consideración como de Carretera de interés turístico regional (CIT), ya que es una carretera de montaña con vistas muy interesantes. Atraviesa la Sierra de Mariola o los Valles de Pego, referentes en el turismo de interior.

## Futuro de la CV-700
Se trata de una carretera comarcal en relativamente buen estado, aunque con numerosos tramos de curvas. El deseo de los habitantes de las poblaciones colindantes sería que se mejorase puntualmente, aunque sin agredir el entorno, dado el carácter eminentemente turístico de las zonas que atraviesa.